# Chung kết Cúp C2 châu Âu 1991
Chung kết Cúp C2 châu Âu 1991 hay là trận chung kết bóng đá giữa hai câu lạc bộ Manchester United và Barcelona diễn ra vào ngày 15 tháng 5 năm 1991 trên Sân vận động Feijenoord ở Rotterdam. Đó là trận chung kết lần thứ 31 của giải Cúp C2 châu Âu hay European Cup Winners' Cup. Đây đánh dấu sự trở lại của các câu lạc bộ bóng đá Anh tại đấu trường châu Âu sau lệnh cấm do Thảm họa Heysel.
Trận đấu kết thúc với tỷ số 2–1 cho Manchester United trong một buổi tối, với cả hai bàn thắng của tiền đạo United đó là Mark Hughes. Ronald Koeman gỡ lại một bàn cho Barça trong những phút cuối cùng, chừng đó cũng không ngăn cản được Quỷ đỏ trở thành đội bóng Anh đầu tiên giành cúp châu Âu kể từ khi bị cấm vào năm 1985.

## Hướng đến trận chung kết
| Manchester United | Manchester United | Manchester United | Manchester United | VS            | Barcelona   | Barcelona  | Barcelona | Barcelona |
| ----------------- | ----------------- | ----------------- | ----------------- | ------------- | ----------- | ---------- | --------- | --------- |
| Đối thủ           | Tổng tỷ số        | Lượt đi           | Lượt về           | Vòng đấu      | Đối thủ     | Tổng tỷ số | Lượt đi   | Lượt về   |
| Pécs              | 3–0               | 2–0 (H)           | 1–0 (A)           | Vòng đầu tiên | Trabzonspor | 7–3        | 0–1 (A)   | 7–2 (H)   |
| Wrexham           | 5–0               | 3–0 (H)           | 2–0 (A)           | Vòng 2        | Fram        | 5–1        | 2–1 (A)   | 3–0 (H)   |
| Montpellier       | 3–1               | 1–1 (H)           | 2–0 (A)           | Vòng tứ kết   | Dynamo Kyiv | 4–3        | 3–2 (A)   | 1–1 (H)   |
| Legia Warsaw      | 4–2               | 3–1 (A)           | 1–1 (H)           | Vòng bán kết  | Juventus    | 3–2        | 3–1 (H)   | 0–1 (A)   |

## Kết quả chi tiết
| Manchester United | 2–1    | Barcelona  |
| ----------------- | ------ | ---------- |
| Hughes 67', 74'   | Report | Koeman 79' |

| Manchester United | Barcelona |

| GK               | 1  | Les Sealey        |     |
| RB               | 2  | Denis Irwin       |     |
| CB               | 4  | Steve Bruce       |     |
| CB               | 6  | Gary Pallister    |     |
| LB               | 3  | Clayton Blackmore |     |
| RM               | 5  | Mike Phelan       |     |
| CM               | 8  | Paul Ince         |     |
| CM               | 7  | Bryan Robson (c)  | 78' |
| LM               | 11 | Lee Sharpe        |     |
| SS               | 9  | Brian McClair     |     |
| CF               | 10 | Mark Hughes       |     |
| Dự bị:           |    |                   |     |
| GK               | 13 | Gary Walsh        |     |
| DF               | 12 | Mal Donaghy       |     |
| MF               | 14 | Neil Webb         |     |
| FW               | 15 | Mark Robins       |     |
| FW               | 16 | Danny Wallace     |     |
| Huấn luyện viên: |    |                   |     |
| Alex Ferguson    |    |                   |     |

| GK               | 1  | Carles Busquets         |     |     |
| RB               | 2  | Nando                   | 84' |     |
| CB               | 3  | José Ramón Alexanko (c) |     | 72' |
| LB               | 5  | Albert Ferrer           |     |     |
| DM               | 4  | Ronald Koeman           |     |     |
| RM               | 7  | Andoni Goikoetxea       |     |     |
| CM               | 8  | Eusebio                 |     |     |
| CM               | 6  | José Mari Bakero        | 76' |     |
| LM               | 11 | Txiki Begiristain       |     |     |
| CF               | 9  | Julio Salinas           |     |     |
| CF               | 10 | Michael Laudrup         |     |     |
| Dự bị:           |    |                         |     |     |
| GK               | 12 | Jesús Angoy             |     |     |
| DF               | 13 | Miquel Soler            |     |     |
| MF               | 16 | Antonio Pinilla         |     | 72' |
| FW               | 14 | Ricardo Serna           |     |     |
| FW               | 15 | Sebastián Herrera       |     |     |
| Huấn luyện viên: |    |                         |     |     |
| Johan Cruyff     |    |                         |     |     |

| Trợ lý trọng tài: Rune Larsson (Thụy Điển) Leif Sundell (Thụy Điển) Trọng tài thứ tư: John Blankenstein (Hà Lan) | Quy tắc trận đấu - 90 phút. - 30 phút thi đấu hiệp phụ. - Sút luân lưu 11m. - 5 cầu thủ dự bị. - Tối đa 2 cầu thủ thay thế. |